# Nordsångare
Nordsångare (Phylloscopus borealis) är en fågel som tillhör familjen lövsångare (Phylloscopidae) som tidigare ingick i den idag uppdelade familjen sångare. Den förekommer från nordligaste Europa och österut genom Ryssland samt i Alaska. I Sverige har den sin västligaste utpost och häckar med några enstaka par längst i norr. Fram tills nyligen behandlades kamtjatkasångare och japansk sångare som underarter till nordsångaren, men båda dessa urskiljs numera som egna arter. Nordsångaren kategoriseras som livskraftig. Dock anses den starkt hotad i Sverige på grund av sitt begränsade bestånd.

## Kännetecken

### Utseende

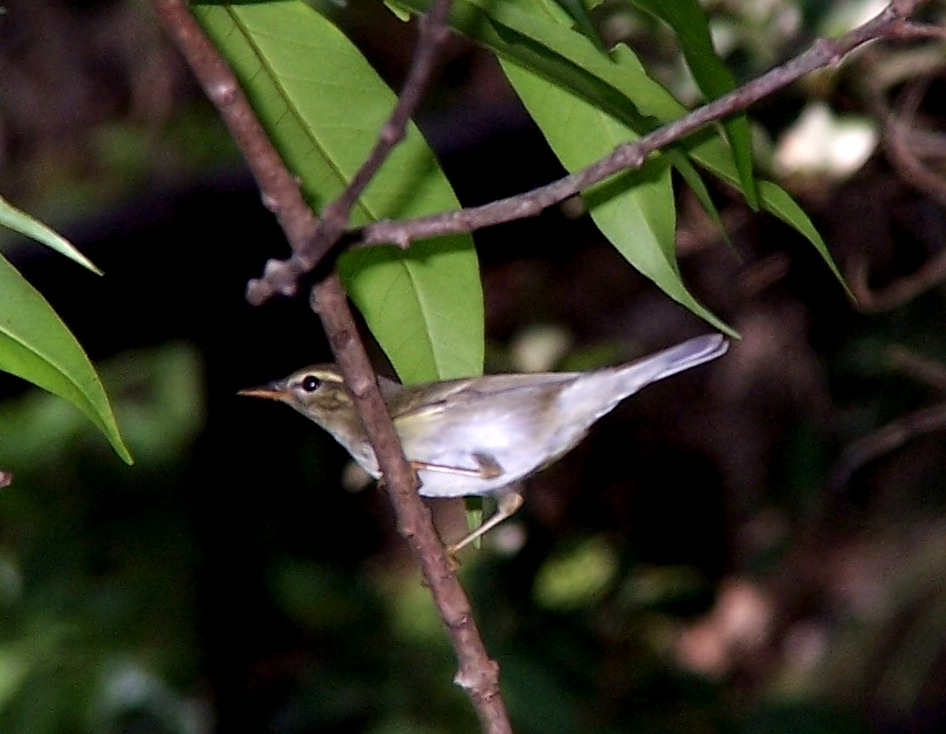

Nordsångaren är en 11,5–13 cm lång fågel, som är något större än lövsångaren. Utöver sina närmaste släktingar kamtjatkasångare och japansk sångare är den mest lik lundsångaren med långa och tydliga ögonbryns- och ögonstreck samt ett smalt vitt vingband. Nordsångaren är dock större än lundsångaren, med annorlunda proportioner. Den har kraftig kropp men mindre huvud samt en kraftigare dolkliknande näbb med mörk spets på undre näbbhalvan. Ovansidan är grågrön och undersidan smutsvit.

### Läte
Sången är en snabb svirrande drill med låg tonhöjd. Locklätet är helt annorlunda andra Phylloscopus-sångare – ett vasst "dzri" som påminner om strömstarens läte.

### Jämförelse med närbesläktade arter
Nordsångaren är mycket lik de östliga arterna japansk sångare (Phylloscopus xanthodryas) och kamtjatkasångare (P. examinandus), som tidigare behandlade som underarter (se nedan). Den japanska sångaren är dock grönare ovan, med bredare och gulare vingband. Undersidan är mer gulaktig, framför allt på flankerna, och buken vitare. Den har även längre vingar.
Kamtjatkasångaren intar en mellanposition mellan de två, där japansk sångare är grönare och gulare ovan respektive under, medan nordsångaren är mattare. I proportionerna är den jämfört med japansk sångare något större med kraftigare näbb och kortare vingar, medan den har längre näbb, tarser och stjärt än nordsångaren.

## Utbredning
Nordsångaren häckar i Fennoskandia, norra Asien och i Alaska. Den är genomgående flyttfågel och hela beståndet övervintrar i Sydostasien. Populationen som häckar i Skandinavien har därmed en av de längsta flyttsträckorna av alla sångare.

Nordsångarens utbredningsområde, där gult beteckningar vistelse under häckningstid och blått övervintringsområde.

### Förekomst i Norden
Nordsångaren observerades första gången i Sverige 1881 i Karesuando. Under 1900-talet har den etablerat sig som häckfågel på några enstaka ställen i nordligaste Sverige. De flesta fynd rapporteras från Ammarnäs och Tärnaby samt från Abiskoområdet, vilket anses bero på högre ornitologisk aktivitet i de områdena jämfört med fjällen i övrigt. Ströfynd finns rapporterade rätt jämnt längs med fjällkedjan från Åsele lappmark till Karesuando. Flera sjungande hanar har också noterats i Norr- och Västerbotten. Den brukar anlända till Sverige i juni och flytta i augusti.

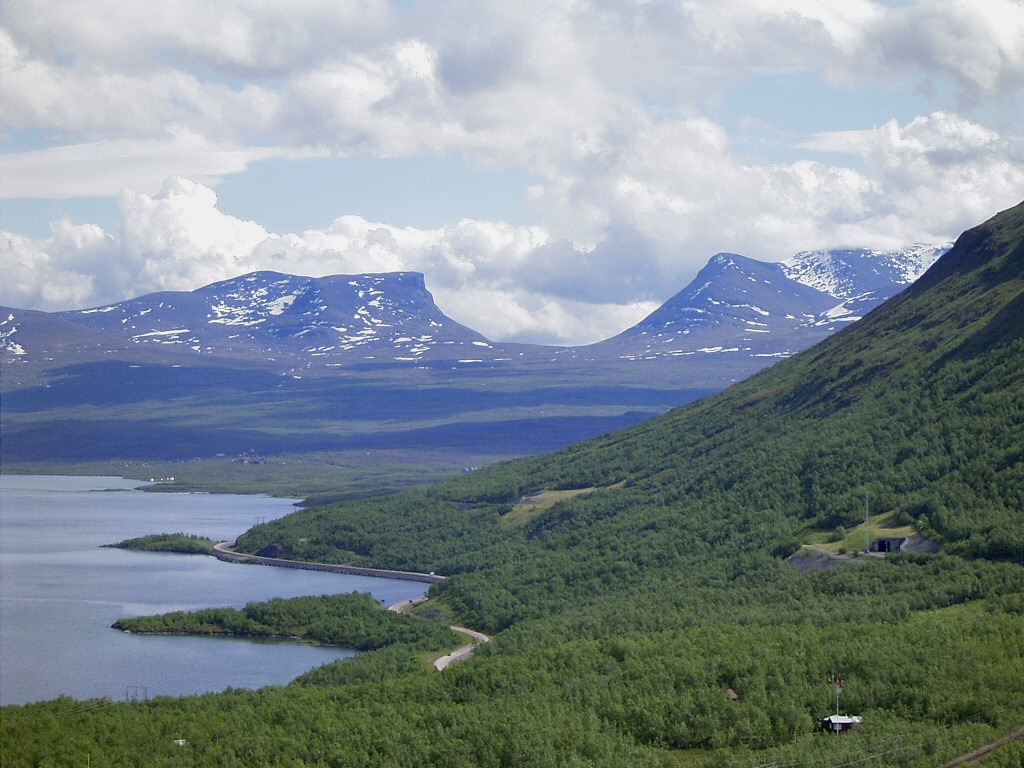
Fjällbjörkskogen i Abiskoområdet är ett klassiskt tillhåll för nordsångaren.

I Finland förekommer den i två åtskilda områden, dels i norra Lappland, dels glest i norra delen av den finska sjöplatån. I Norge förekommer den i stora delar av Finnmarken.

## Ekologi

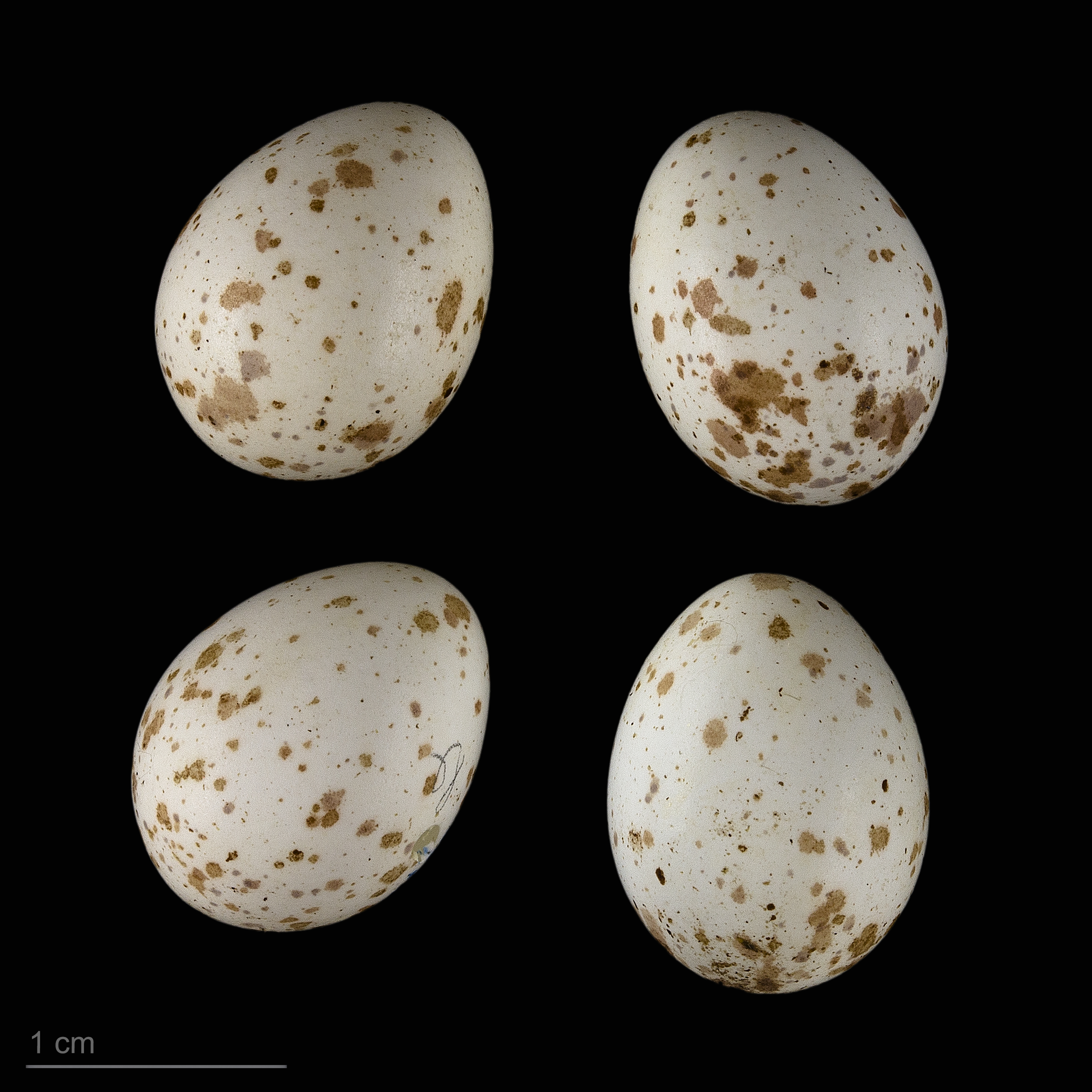
Phylloscopus borealis

Nordsångaren häckar i nordligaste skogsbältet, i Sverige i björkskog eller blandad skog med inslag av björk nära vatten. Längre österut ses den även i barrskog med inslag av björk och viden. Liksom de flesta sångare äter nordsångaren främst insekter. Boet byggs av mossa och strån och läggs på marken i en låg buske. Uppgifter om antal ägg varierar i litteraturen och anges till antingen tre till sex eller fem till sju.

## Systematik

### Artgränser
Arten behandlas numera som monotypisk, det vill säga att den inte delas upp i några underarter. Tidigare behandlades de ostasiatiska arterna japansk sångare (Phylloscopus xanthodryas) och kamtjatkasångare (P. examinandus) som del av nordsångaren, men studier visar att de utgör egna arter. Samma studier klargör också att den genetiska variationen inom nordsångaren i begränsad mening är förhållandevis liten, varför de tidigare urskilda underarterna kennicotti, transbalcalicus och hylebata numera inkluderas i nominatformen.

### Släktestillhörighet
I Europa är lundsångaren den närmsta släktingen till nordsångaren. DNA-studier visar att de båda arterna inte är särskilt nära släkt med andra Phylloscopus-arter som lövsångare och grönsångare utan står närmare ett antal östasiatiska och sydostasiatiska arter, bland annat bambusångarna i släktet Seicercus. Dessa resultat har implementerats olika av olika taxonomiska auktoriteter. Det vanligaste förhållningssättet numera är att inkludera Seicercus i Phylloscopus så att familjen lövsångare på så sätt endast innehåller ett släkte. Vissa för dock istället nordsångaren med släktingar till Seicercus.

### Familjetillhörighet
Lövsångarna behandlades tidigare som en del av den stora familjen sångare (Sylviidae). Genetiska studier har dock visat att sångarna inte är varandras närmaste släktingar. Istället är de en del av en klad som även omfattar timalior, lärkor, bulbyler, stjärtmesar och svalor. Idag delas därför Sylviidae upp i ett antal familjer, däribland Phylloscopidae. Lövsångarnas närmaste släktingar är familjerna cettior (Cettiidae), stjärtmesar (Aegithalidae) samt den nyligen urskilda afrikanska familjen hylior (Hyliidae).

## Nordsångare och människan

### Status och hot
Den globala populationen bedöms inte vara hotad utan kategoriseras av IUCN som livskraftig (LC).  Beståndet tros vara stabilt och bestå av mellan 10 och 500 miljoner vuxna individer. Vissa randpopulationer är hotade, exempelvis den svenska som kategoriseras som starkt hotad (EN). Det svenska beståndet uppskattas till cirka 100 häckande individer. I Norge finns 125–500 par och i Finland totalt 2000–5000 par.

### Taxonomi och namn
Nordsångaren beskrevs som art av Johann Heinrich Blasius 1858. På svenska har den även kallats nordisk lövsångare och vandringslövsångare. Det vetenskapliga artnamnet borealis betyder just "nordlig".